# Pávlos Mitrópoulos
Pávlos Mitrópoulos (en grec : Παύλος Μητρόπουλος), né le 4 avril 1990 à Aigion, est un footballeur grec. Il joue actuellement avec le Paniónios GSS, prêté par le Panetolikós FC.

## Biographie
Mitrópoulos fait ses débuts en professionnel avec l'Olympiakos Volos, remportant le titre de champion de la Bêta Ethnikí en 2009-2010. Cependant, l'Olympiakos Volos retourne en deuxième division après la saison 2010-2011, le club étant impliqué dans une affaire de match truqué. 
Le milieu de terrain signe alors au Panetolikós FC, tout juste promu en première division. Là aussi, Mitrópoulos joue de malchance car le club finit avant-dernier et est relégué à l'échelon inférieur. Il est alors prêté, lors de la deuxième partie de la saison 2012-2013, à l'AEK Athènes où il parvient à se faire une place. Dès le championnat achevé, il est de nouveau prêté, cette fois-ci au Paniónios GSS où il s'impose comme l'un des cadres de l'équipe.

## Palmarès
- Champion de la Bêta Ethnikí (deuxième division grecque) en 2010 avec l'Olympiakos Volos.